# Ornithoctona fusciventris
Ornithoctona fusciventris är en tvåvingeart som först beskrevs av Christian Rudolph Wilhelm Wiedemann 1830.  Ornithoctona fusciventris ingår i släktet Ornithoctona och familjen lusflugor. Inga underarter finns listade i Catalogue of Life.